# Comédie héroïque
La comédie héroïque est un genre littéraire s'apparentant à la comédie par sa description de personnages de toute catégorie, son sens de la caricature, de la satire et de la peinture de mœurs, ainsi que par son dénouement généralement heureux. Il emprunte au roman héroïque son sens de l'épopée et sa description des exploits d'un personnage poussé par l'amour. Le héros est en général un personnage  de haut rang ou dont les sentiments sont nobles.
Ce genre est voisin de la tragi-comédie et de la comédie espagnole.
Exemples de comédies héroïques :
- Don Quichotte (1910) de Jules Massenet ;
- Dom Garcie de Navarre ou le Prince jaloux (1661) de Molière ;
- Cyrano de Bergerac (1897) d'Edmond Rostand[1] ;
- Don Sanche d'Aragon (1649) de Pierre Corneille ;
- Tite et Bérénice (1670) de Pierre Corneille ;
- Le capitaine Fracasse (1896) d'Émile Bergerat d'après le roman du même nom de Théophile Gautier.

## Référence
1. ↑   C'est ainsi que l'auteur lui-même la qualifie (voir par exemple le titre de l’œuvre sur gallica)